# ناثانيال كينت
ناثانيال كينت (1737–1810) كان مخمناً إنجليزيًّا للأراضي ومزارعاً في نفس الوقت.

## حياته
طهر ناثانيال كينت في أندوڤر في الثامن من شباط عام 1737م، هو الأبن الأصغر للزوجين أمبروس كينت وماري سيلڤرثورن. عمل في بداياته في السلك الدبلوماسي كسكرتير للسير جيمس بورتر في بروكسل. خلال اقامته هناك درس اقتصاد هولندا النمساوية، ظنًّا منه انه التخصص الأفضل في أوروبا. كانت معرفته بعالم الطبيعة وبنجامين ستيلنق فليت ذات قيمة جوهرية بالنسبة له[بحاجة لمصدر]. وفرت له كتابات كينت فرص عمل على نطاق واسع كوكيل عقارات ومثمن أراضي، وقد عمل على تحسين الأساليب الأنجليزية في أدارة الأراضي. كان عمله اللاحق في الزراعة بشكل أساسي في نورفولك، اقترح أيضا وجود سدود واسعة في لينكولن شاير، والتي نفّذت بنجاح. كان مأموراً لمزرعة جورج الثالث في ويندنسور جريت بارك.
في 25 من تشرين الثاني عام 1766 تزوج كينت من الآنسة آن باول في سانت جيمس في بيكادلي وقد انجبوا كل من :
1-  ماريان، طهرت في أل سينتس فولهام في 28 أيلول عام 1769م، دفنت في بكستون، نورفولك في 21 من اذار عام 1773م.
2- صوفيا، طهرت في أل سينتس فولهام في 10 من تشرين الأول عام 1772م، تزوجت بجارليس ادامز في سانت مارتين في فيلدس، ويستمينستير في 22 من كانون الثاني عام 1803م.
تزوج الأرمل كينت من الآنسة ارمين نورث حفيدة روجر نورث في 10 من نيسان عام 1783م. انجبوا كل من :
1- شارليس، ولد في فولهام في 28 من أيار 1784م.
2- جورج، ولد في فولهام في 24 من أيلول عام 1787م.
3- ثوماس، ولد في 31 من أذار عام 1790م، توفي عام 1818م (جد الشاعر أرمين ثوماس كينت والزوج الأول لزوجة الأسقف الثانية تشارلز جيمس بلومفيلد).
4- هارييت، ولدت 19 من أيار عام 1793، توفيت عام 1857 (التي تزوجت الكسندر تي سامبايو عام 1820).
توفي كينت بسكتة دماغية في فولهام, ميدلسكس. في 10 من تشرين الأول عام 1810م ودفن في كنيسة أل سينتس في فولهام في 16 من تشرين الأول.

## عمله
تعود بعض رسائل كينت للسير جيمس بورتر بتاريخ 1765 و1766م ، والموجودات في مخطوطات اجيرتون رقم 2157. بالعودة إلى إنجلترا في عام 1766م، قام بأعداد تقرير عن تربية الفلمنكية بطلب من السير جون كوست، رئيس مجلس العموم، الذي حث كينت على تكريس نفسهِ في الزراعة.
في عام 1775 نشر كينت تلميحات للسادة اصحاب العقارات بتغطية تصل لأكواخ العمال (الطبعة الثالثة عام 1793).
ساهم كينت بنظره عامة في قطاع الزراعة بمقاطعة نورفولك في مسح الأراضي الذي اصدره مجلس الزراعة في عام1794م، وأوراق في مقالات الكسندرهنتر الجورجية، يورك، عام 1803 (ملاحظات تكميلية، نوريتش عام 1796). معلومات عن مزرعة الملك، نشرت عن طريقه لجمعية الفنون عام 1798، نشرت لاحقا على شكل كتاب.